# Гаппи
Гаппи (ингуш. Гӏáппи) — село в Джейрахском районе Ингушетии. Входит в сельское поселение Гули. Родовое село ингушского тейпа Гаппархой.

## География
Расположено на юге Республики Ингушетия, недалеко от реки Тетрацкале, в 12 километрах к юго-востоку от Гули, административного центра поселения. Ближайшие населённые пункты: Цоли, Някасте.

### Часовой пояс
Село Гаппи, как и вся Республика Ингушетия, находится в часовой зоне МСК (московское время). Смещение применяемого времени относительно UTC составляет +3:00.

## Население
| 2010 |
| ---- |
| 0    |

## Инфраструктура
Отсутствует.